# 王朗齿突蟾
王朗齿突蟾（学名：Scutiger wanglangensis），一种分布于中华人民共和国四川省与甘肃省交界地区的两栖动物，隶属于角蟾科齿突蟾属。模式产地为四川省平武县王朗国家级自然保护区。其种加词“wanglangensis”意为“王朗的”。

## 形态特征
王朗齿突蟾体形较窄扁，成年雄蟾体长53～58毫米，雌蟾体长64毫米左右。头部背面光滑，身体背面皮肤粗糙，呈灰橄榄色，两眼间常有一个褐色三角形斑，眼前方和肩部呈浅橄榄色；身体腹面皮肤光滑。卵径3毫米左右，动物极灰色，植物极乳白色。

## 保护
本种于2023年被收录入《有重要生态、科学、社会价值的陆生野生动物名录》。